# NGC 5796
NGC 5796 est une galaxie elliptique située dans la constellation de la Balance. Sa vitesse par rapport au fond diffus cosmologique est de 3 069 ± 16 km/s, ce qui correspond à une distance de Hubble de 45,3 ± 3,2 Mpc (∼148 millions d'al). NGC 5796 a été découverte par l'astronome allemand Wilhelm Tempel en 1884.
NGC 5796 présente une large raie HI.
À ce jour, une dizaine de mesures non basées sur le décalage vers le rouge (redshift) donnent une distance de 53,020 ± 27,991 Mpc (∼173 millions d'al), ce qui est à l'intérieur des valeurs de la distance de Hubble. Cependant, cet échantillon de mesures est passablement incohérent, contenant des valeurs très éloignées de la distance de Hubble : 128 Mpc et 26 Mpc. Notons que c'est avec la valeur moyenne des mesures indépendantes, lorsqu'elles existent, que la base de données NASA/IPAC calcule le diamètre d'une galaxie et qu'en conséquence le diamètre de NGC 5796 pourrait être d'environ 35,4 kpc (∼115 000 al) si on utilisait la distance de Hubble pour le calculer, ce qui serait sans doute plus près de la taille réelle de cette galaxie.

## Groupe de NGC 5796
NGC 5796 est la plus brillante galaxie d'un trio. Les deux autres galaxies du groupe de NGC 5796 sont MCG -3-38-25 et PGC 53697.